# 巴哈姆特電玩資訊站
巴哈姆特電玩資訊站（バハムート ティエンワン ツーシュンチャン、繁: 巴哈姆特電玩資訊站）は、台湾のコンピューターゲーム、アニメ、漫画（ACG）を扱った最大のポータルサイト。1996年11月10日に開設された。
台湾におけるACG文化の発信地となっており、台湾でのアレクサ・ランキングは2020年12月10日現在の時点で18位となっている。日本においては「バハムート」などと呼ばれる。